# Hermes Lima

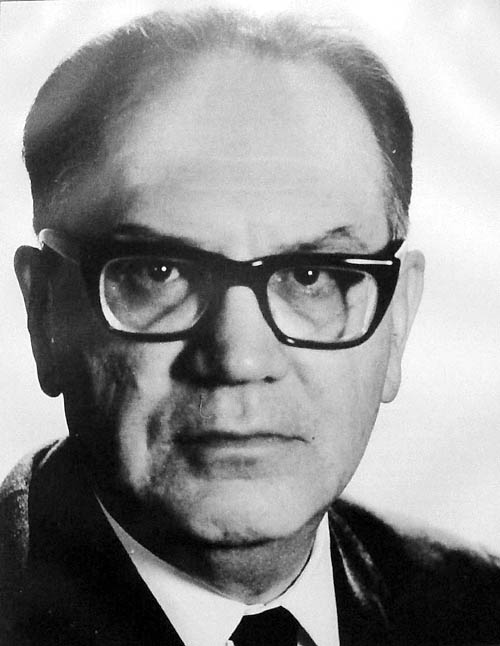
Hermes Lima

Hermes Lima (* 22. Dezember 1902 in Livramento de Nossa Senhora, Bahia; † 1. Oktober 1978 in Rio de Janeiro) war ein brasilianischer Jurist, Schriftsteller und Politiker der Partido Socialista Brasileiro (PSB), der unter anderem zwischen 1962 und 1963 letzter Premierminister der Republik und Außenminister war. Er war 1962 zudem Minister für Arbeit und Soziales sowie zwischen 1963 und 1969 Richter am Supremo Tribunal Federal, dem Obersten Bundesgericht. Er wurde 1968 Mitglied der Academia Brasileira de Letras und 1975 mit dem Prêmio Machado de Assis, dem bedeutendsten Literaturpreis des Landes, ausgezeichnet.

## Leben
Hermes Lima begann nach dem Besuch des Colégio Antônio Vieira in Salvador ein Studium der Rechtswissenschaften an der Universidade Federal da Bahia (UFBA), welches er 1920 beendete. Er war als Rechtsanwalt und Journalist bei den Tageszeitungen „Diário da Bahia“, „O Imparcial“ „Diário de Notícias“ tätig. 1924 war er als Deputado Estadual Mitglied der Legislativversammlung des Bundesstaates Bahia sowie 1925 Dozent für Verfassungsrecht an der UFBA. Nachdem er zwischen 1925 und 1926 Sekretär des Kabinetts des Gouverneurs von Bahia, Góis Calmon, war, lehrte er 1926 als Dozent für Verfassungsrecht an der Faculdade de Direito do Largo de São Francisco und war im Anschluss zwischen 1926 und 1933 als Journalist bei den in São Paulo erscheinenden Zeitungen „Correio Paulistano“, „Folha da Manhã“ und „Folha da Noite“ tätig.
1934 übernahm Lima eine Professur für Rechtswissenschaften an der Universidade Federal do Rio de Janeiro (UFRJ) und war zudem 1946 Mitglied der Verfassunggebenden Versammlung und gehörte in dieser dem Unterausschuss für Wirtschaftsordnung und Soziales an. 1947 gehörte er neben João Mangabeira und Domingos de Vellasco zu den Mitgründern der Sozialistischen Partei PSB (Partido Socialista Brasileiro). Des Weiteren fungierte er zwischen 1949 und 1950 Mitglied des Rates des Zentrums für Erdölstudien CEDPEN (Centro de Estudos e Defesa do Petróleo).
Während der Amtszeit von Staatspräsident João Goulart fungierte Hermes Lima zwischen dem 12. September 1961 und dem 14. Juli 1962 zunächst als Chef des Zivilkabinetts im Präsidentialamt (Ministro do Gabinete Civil da Presidência da República) und danach vom 13. Juli 1962 bis zum 31. August 1962 als Minister für Arbeit und Soziales im Kabinett von Premierminister Francisco Brochado da Rocha. Er löste im Anschluss am 18. September 1962 Brochado da Rocha als Premierminister ab. Dieses Amt bekleidete er bis zu dessen Auflösung am 24. Januar 1963 und war damit letzter Premier der Republik Brasilien. Er fungierte darüber hinaus vom 18. September 1962 bis zum 18. Juni 1963 auch als Außenminister (Ministro das Relações Exteriores). Während des Hummerkrieges, eine Auseinandersetzung über Langusten, die von 1961 bis 1963 zwischen Brasilien und Frankreich ausgetragen wurde, bezeichnete er in seiner Funktion als Außenminister das französische Vorgehen als einen Akt der Feindseligkeit und sagte: „Die Haltung Frankreichs ist unzulässig, und unsere Regierung wird nicht zurückweichen. Der Hummer wird nicht gefangen werden.“
Nach seinem Ausscheiden aus der Regierung war Lima als Nachfolger von Frederico de Barros Barreto vom 26. Juni 1963 bis zu seiner Entlassung durch die Militärjunta am 19. Januar 1969 gemäß dem Ato Institucional Número Cinco (AI-5), den gesetzgebenden Erlass Nr. 5 der Militärregierung, Richter am Supremo Tribunal Federal, dem Obersten Bundesgericht. Er wurde 1968 Mitglied der Brasilianischen Akademie der Literatur ABL (Academia Brasileira de Letras) und 1975 mit dem Prêmio Machado de Assis, dem bedeutendsten Literaturpreis des Landes, ausgezeichnet. 1976 gehörte er noch dem Technischen Rat des Nationalen Handelsverbandes (Confederação Nacional do Comércio) als Mitglied an.

## Veröffentlichungen
- Problemas do Nosso Tempo, 1935;
- Introdução à Ciência do Direito, 1944
- Notas à Vida Brasileira, 1945
- Lições da Crise, 1954
- Tobias Barreto. A Época e o Homem, 1957
- Ideias e Figuras, 1957
- O Construtor, o Crítico e o Reformador na Obra de Rui Barbosa, 1958
- A Travessia. Memórias, 1974
- Anísio Teixeira. Estadista da Educação, 1978